# Nathan le Sage (film, 1922)
Pour plus de détails, voir Fiche technique et Distribution.
Nathan le Sage (titre original : Nathan der Weise) est un film allemand réalisé par Manfred Noa sorti en 1922.
Il s'agit de l'adaptation de la pièce de Gotthold Ephraim Lessing.

## Synopsis
Prologue
Assad de Filneck, le frère du sultan Saladin, s'est éloigné de la foi islamique et se bat actuellement en tant que chevalier de l'ordre du Temple dans la guerre sainte contre les hommes de Saladin. Son fils Leu de Filneck est sous la garde du duc Konrad de Souabe. Lorsque la femme d'Assad meurt peu de temps après la naissance de leur fille, Assad donne des instructions pour que son fils grandisse avec le duc de Souabe sous le nom de Curd von Stauffen. Il affronte les hommes de Saladin, fatigués de la vie et désarmés, et est tué. À sa dernière exclamation, un Templier sauve sa petite fille, qui, selon la volonté d'Assad, s'appellera Blanda après son baptême, et s'enfuit avec elle. Les hommes de Saladin savent qu'Assad a eu deux enfants parce qu'ils ont trouvé une petite plaque souvenir avec les deux noms des enfants. Saladin est maintenant à la recherche des enfants de son frère.
Pendant ce temps, un petit village est hanté par des pillards qui ont des armes et armures des Templiers. Ils maltraitent le juif Nathan, qui veut sauver un garçon et est donc sorti de la synagogue du village, et mettent le feu à la maison. La femme de Nathan et ses sept enfants meurent dans les flammes. Il pleure leur mort depuis plusieurs jours lorsque le Templier entre dans le village avec le bébé et dépose la fille dans ses bras. Nathan remercie Dieu pour sa gentillesse.
Premier acte
Des années plus tard, le bébé est devenu une jeune femme qui pense que Nathan est son père. Il lui a donné le nom de Recha. Elle fut élevée par un chrétien. La famille vit à Jérusalem. Pendant ce temps, la guerre de religion est arrivée et après un long siège, la ville est prise par l'armée de Saladin. Tous les croisés sont condamnés à mort, tous les autres chrétiens doivent acheter leur sortie et, s'ils n'ont pas l'argent, sont réduits en esclavage. Lorsque les esclaves passent devant la maison de Nathan, il achète tout le monde gracieusement à la demande de Recha.
Peu de temps avant son exécution, les Templiers réprimandent Curd von Stauffen parce qu'il veut mourir comme un homme et non les yeux bandés. Saladin fait venir Curd et le libère ; plus tard, il devient clair que son apparence lui rappelait son frère Assad. Tous les autres Templiers sont emprisonnés mais pas tués. Peu de temps après, Curd sauve Recha de sa maison en feu. Nathan est en route.
Deuxième acte
Nathan rentre chez lui, apprend ce qui s'est passé et voit que Recha s'extasie devant le sauveur inconnu. Il organise une fête à laquelle il invite tous les pauvres et espère rencontrer aussi l'étranger. Cependant, il refuse de célébrer avec les Juifs. Seule la demande personnelle de Nathan lui permet de se rendre compte que son comportement était mauvais. La fête de Nathan arrive cependant aux oreilles du sultan, qui le prend pour un homme riche. Il fait aller chercher Nathan pour remplir ses coffres.
Troisième acte
Nathan est arrêté et emmené au palais du sultan. Lorsque Saladin demande laquelle des trois religions est la vraie, Nathan lui récite la parabole de l'anneau. Pendant ce temps, les pauvres se sont rassemblés devant le palais pour exiger la libération de Nathan. Ils donnent une bague à la sœur de Saladin, Sittah, en échange. Le sultan, converti par l'histoire de Nathan, garde la bague afin de toujours se rappeler la nécessaire sagesse du souverain.
Quatrième acte
Peu de temps avant que Nathan acquitté ne quitte le palais, il demande à Saladin de lui laisser tout son argent en lieu sûr. Entre autres choses, il le justifié en disant qu'il veut le remercier pour l'acquittement du Templier. Saladin montre à Nathan la plaque souvenir avec les noms des deux enfants et dit que Curd lui a rappelé Assad. Nathan, à son tour, reconnaît que Recha portait une croix avec le nom "Blanda de Filneck" autour de son cou quand elle était bébé.
Lorsque Curd von Stauffen apparaît à Nathan et demande la main de Recha, Nathan n'est pas d'accord, mais ne peut pas donner la raison. Curd soupçonne des raisons religieuses et se détourne de lui avec mépris. L'éducateur de Recha révèle à Curd que Recha fut adoptée et qu'il est en fait chrétien. Curd se venge de Nathan en le dénonçant au patriarche de Jérusalem parce qu'il avait converti de force un chrétien à la foi juive. Selon la décision du patriarche, Nathan doit être arrêté et Saladin, qui informe Curd que Nathan lui a donné toute sa fortune en remerciement pour son salut, décide que Curd doit procéder à l'arrestation de Nathan lui-même. Maintenant profondément honteux, il fait arrêter Nathan. En prison, cependant, Nathan lui pardonne.
Cinquième acte
Le patriarche prononce le verdict pour Nathan : il devra être brûlé et Recha aller dans un monastère en tant que nonne. Curd est horrifié. Il apprend d'un frère du monastère qu'il s'appelle en fait Leu et prend ce nom aussi auprès du sultan. Il reconnaît son neveu, qui n'a cependant aucune idée du lien avec le sultan. Lorsque Curd plaide pour la vie de Nathan, Saladin le fait enfermer en prison avec le reste des Templiers. Saladin reconnaît également Recha, qui vient à lui à cause de Nathan, comme sa nièce. Comme demandé, elle est autorisée à rejoindre Nathan dans la cellule.
Lorsque le patriarche exige de Saladin que le verdict contre Recha et Nathan soit signé, Saladin déclare qu'il annoncera publiquement le verdict le lendemain.
Sixième acte
Le jour du verdict est arrivé : comme le patriarche soupçonne que Saladin contestera son droit de condamner des criminels contre le christianisme, il réunit les Templiers pour combattre. Une autre guerre se profile.
Saladin dit à Nathan lors du verdict que cette guerre éclatera s'il ne le condamne pas comme le demande le Patriarche. Nathan explique alors qu'il préférerait mourir plutôt que de laisser couler le sang de plusieurs. C'est seulement maintenant que Saladin met tout à sa place : Recha n'est pas chrétienne, car elle n'a jamais été baptisée. Elle et Curd sont frères et sœurs et les enfants de son frère. Nathan n'est donc plus défendeur, le jugement du patriarche est désormais infondé. Saladin, à son tour, permet aux chrétiens un accès éternel au tombeau du Sauveur et empêche ainsi de futures guerres de religion.

## Fiche technique
- Titre : Nathan le Sage
- Titre original : Nathan der Weise
- Réalisation : Manfred Noa
- Scénario : Hans Kyser
- Musique : Willy Schmidt-Gentner (original), Aljoscha Zimmermann (2006), Rabih Abou-Khalil (2009)
- Direction artistique : Karl Machus, Otto Voelckers (de)
- Costumes : Walter Wesener
- Photographie : Hans Karl Gottschalk (de), Gustave Preiss (de)
- Production : Erich Wagowski
- Société de production : Filmhaus Bavaria GmbH
- Société de distribution : Bavaria-Filmverleih
- Pays de production :  République de Weimar
- Langue : allemand
- Format : Noir et blanc - 1,33:1 - 35 mm
- Genre : Drame
- Durée : 128 minutes
- Dates de sortie :
  - République de Weimar : 29 décembre 1922.
  - Autriche : 21 septembre 1923.
  - République de Weimar : 8 décembre 2006 (copie retrouvée).
  - République de Weimar : 24 octobre 2009 (version restaurée).
  - Le film est présenté en France en 1924 sous le nom de Tolérance[1].

## Distribution
- Werner Krauss : Nathan
- Fritz Greiner (de) : le sultan Saladin
- Carl de Vogt : Assad de Filneck, son frère, Templier
- Lia Eibenschütz : Sittah, sa sœur
- Ferdinand Martini : Al-Hafi, derviche
- Max Schreck : Le Grand Maître du Temple
- Bella Muzsnay : Recha
- Margarete Kupfer : Daja, la préceptrice de Recha
- Wolfgang von Schwind (de) : l'émir du Kurdistan
- Ernst Schrumpf : le Patriarche de Jérusalem
- Rudolf Lettinger : Frère Bonafides
- Ernst Matray : le bouffon du sultan

## Production
Nathan le Sage est le projet majeur de Bavaria Film et d'Erich Wagowski, qui appartient au groupe Münchner Lichtspielkunst (M.L.K., également Emelka). Contrairement à Berlin, où de nombreux films de l'UFA sont tournés au début des années 1920, la situation politique à Munich est grave après l'écrasement de la République des conseils de Bavière, l'ambiance antisémite se ressent notamment chez les travailleurs culturels juifs comme Wagowski et sa découverte comme un réalisateur, Manfred Noa. Cependant, on ne sait pas dans quelle mesure l'adaptation cinématographique de Nathan le Sage de Lessing peut être considérée comme une réaction de Wagowski et Noa aux attaques antisémites.
La Chambre de la censure refuse d'abord, car la religion crée toujours des tensions, puis accepte, car le judaïsme n'est pas plus mis en valeur. Des extrémistes de droite tentent de détruire le négatif du film dès novembre 1922, mais le projet est déjoué.
La première de Nathan le Sage a lieu le 29 décembre 1922 à l'Alhambra de Berlin dans le cadre d'un événement au profit des institutions sociales de la littérature allemande libre. Les critiques sont positives.
À Munich, Nathan le Sage devait être joué pour la première fois au Regina-Lichtspiele le 9 février 1923. Bien qu'aucune publicité n'ait été faite pour qu'il n'y ait pas d'attaques contre la salle, l'exploitant du cinéma reçoit le jour de la première une menace de démolir le Regina Lichtspiele si le film est projeté. Après que l'exploitant du cinéma se tourne vers Bavaria-Film pour obtenir des conseils, son directeur Hoppe prend une décision audacieuse de le présenter d'abord à Hermann Esser, l'un des premiers compagnons d'Adolf Hitler pour lui prouver que le film n'est pas une propagande. Le lendemain, Esser exprime son antisémitisme. Après seulement deux jours, Nathan le Sage est retiré de Munich.
À Varsovie en 1923, le film est interdit par la censure pour des raisons politiques. En Autriche, les censeurs déclarent une interdiction aux écoliers, le film sort sous le nom de Die Träne Gottes, La Larme de Dieu.
Le réalisateur Noa est recruté par Gloria-Film en 1924 et meurt en 1930 à 37 ans. Wagowski se suicidé en 1927 à cause de problèmes financiers avec sa société Ewe-Film.
Nathan le Sage, qui n'est plus diffusé pendant le Troisième Reich, est considéré comme perdu. Ce n'est qu'en 1996 qu'une copie intégrale en noir et blanc du film est découverte au Gosfilmofond de Moscou, stocké sous le titre La Prise de Jérusalem. La copie est présentée en 1997 avec le titre principal et les nus corrigés. Elle sort en DVD en 2006.
La première publique du film muet restauré a lieu le 24 octobre 2009 à la Philharmonie de Gasteig de Munich avec de la musique du compositeur germano-libanais Rabih Abou-Khalil. Suit une tournée du film et de l'orchestre dans le pays et à l'étranger. La musique d'Abou-Khalil est également utilisée dans la version télévisée du film. Outre un orchestre symphonique et un trio à cordes, Michel Godard, Jarrod Cagwin et Rabih Abou-Khalil participent eux-mêmes en tant que solistes à la musique de film.

## Source de la traduction
- (de) Cet article est partiellement ou en totalité issu de l’article de Wikipédia en allemand intitulé « Nathan der Weise (1922) » (voir la liste des auteurs).